# 메리 버드송
메리 버드송(Mary Birdsong, 1968년 4월 18일 ~ )은 미국의 가수, 배우, 성우이다.

## 출연 작품
- 해프닝 오브 모뉴멘탈 프로포션 (2017년)
- 럭키 스티프 (2015년)
- 로렐 (2015년) - 캐롤 안드레 역
- 스태튼 아일랜드 썸머 (2014년)
- 파크 시티 (2013년)
- 퍼시잭슨과 괴물의 바다 (2013년)
- 앵그리 화이트 맨 (2011년)
- 디센던트 (2011년) - 카이 역
- 이츠 카인드 오브 어 퍼니 스토리 (2010년)
- 하이 스쿨 (2010년)
- 킬러스 (2010년) - 재키 발레로 역
- 어드벤처랜드 (2009년)
- H2: 어느 살인마의 가족 이야기 (2009년) - 낸시 맥도널드 역
- 남주기 아까운 그녀 (2008년)
- 르노 911! - 마이애미 (2007년)
- 비어 리그 (2006년)
- 피자 (2005년)
- 스노우 데이즈 (1999년)

### 텔레비전
- 더 데일리 쇼 (2002) - 본인(기자)
- 르노 911! (2004-22)
- Up Close with Carrie Keagan (2007) - 본인(초대손님)